# Gerald Schreck
Gerald Click „Gerry“ Schreck (* 8. März 1939 in Pensacola, Florida; † 2. April 2022 ebenda) war ein US-amerikanischer Segler.

## Erfolge
Gerald Schreck, der für den Southern Yacht Club aus New Orleans segelte, nahm an den Olympischen Spielen 1968 in Mexiko-Stadt als Crewmitglied in der Bootsklasse Drachen teil. Gemeinsam mit Skipper George Friedrichs und dem weiteren Crewmitglied Barton Jahncke wurde er Olympiasieger vor dem von Aage Birch angeführten dänischen Boot sowie dem Boot aus der DDR mit Skipper Paul Borowski. In sieben Wettfahrten gelangen ihnen gleich vier Siege und zwei zweite Plätze, weshalb sie die Regatta bei einem Streichergebnis, dem sechsten Platz in der zweiten Wettfahrt, mit lediglich sechs Gesamtpunkten auf dem ersten Rang beendeten. Im Vorjahr hatten Schreck, Jahncke und Friedrichs bereits die Weltmeisterschaften in Toronto gewonnen. Zudem wurden sie von 1965 bis 1967 nordamerikanischer Meister.
Schreck ging in seiner Geburtsstadt Pensacola zur Schule, ehe er nach New Orleans zog und dem Southern Yacht Club beitrat. Er arbeitete beruflich als Segelmacher.